# Afroedura maripi
Afroedura maripi — вид геконоподібних ящірок родини геконових (Gekkonidae). Ендемік Південно-Африканської Республіки. Описаний у 2014 році.

## Поширення і екологія
Afroedura maripi мешкають на вершині і схилах гори Марієпскоп в районі природного заповідника каньона річки Блайд. Вони живуть на високогірних пустищах і в тріщинах серед скель. Зустрічаються на висоті від 1700 до 1900 м над рівнем моря.